# Церква Різдва святого Івана Христителя (Борщів)
Церква Різдва святого Івана Христителя в Борщеві — парафія і храм греко-католицької громади Борщівського деканату Бучацької єпархії Української греко-католицької церкви в місті Борщів Чортківського району Тернопільської области.

## Історія церкви
Парафіяни, що відвідували храм Успіння Пресвятої Богородиці, мріяли збудувати капличку ближче до своїх домівок.
12 червня 2000 року Тернопільська ОДА зареєструвала Статут Борщівської парафії УГКЦ храму Різдва святого Івана Хрестителя.
Згідно з рішенням міської ради, під забудову храму було виділено земельну ділянку площею 20 соток.
Голова церковного комітету Іван Павлюк організував будівництво тимчасової каплички, де восени 2000 року вже почали проводити богослужіння.
Проєкт храму розробив Іван Павлюк.
Священники о. Богдан Боднар та о. Володимир Зависляк освятили наріжний камінь під будівництво.
7 липня 2011 року Апостольський Адміністратор Бучацької єпархії о. Димитрій Григорак освятив храм.
На дзвіниці встановлено фігуру монаха, яку виготовив Іван Павлюк, та чотири годинники, виготовлені Олексієм Бурнаєвим. Один годинник пожертвувала сім'я Михайла Слободяна, а три інші — Борщівська міська рада, Анатолій Паляниця, Юрій Пудлик, Ігор Саранчук та Володимир Трибель.
Засновано братства: «Апостольство молитви», «Матері Божої Неустанної Помочі», «Живої Вервиці», Кармелітанське, Параманне; Вівтарну та Марійську дружини.
На парафії з 2000 по 2011 рік служив о. Богдан Боднар. Дяком був Дмитро Стратійчук.
З 2011 року адміністратором парафії призначено о. Володимира Кремзу, а регентом — Зеновія Сем'яніва.

## Парохи
- о. Богдан Боднар (2000—2011),
- о. Володимир Кремза (адміністратор з 2011).